# 단체 호몰로지
대수적 위상수학에서 단체 호몰로지(영어: Simplicial homology)는 단체 복합체의 호몰로지 군들로 이뤄진 열이다. 복합체에서 주어진 차원의 구멍 수에 대한 개념을 표현한다. 이는 차원 0인 경우에 연결 성분의 수를 의미하는 개념을 임의의 차원으로 일반화한다.
단체 호몰로지는 {\displaystyle n}차원 삼각형이라 할 수 있는 {\displaystyle n}-단체들로 구성된 위상 공간을 연구하는 방법으로 생겨났다. 여기에는 점(0-단체), 선분(1-단체), 삼각형(2-단체) 및 사면체(3-단체)가 포함된다. 정의에 따르면 그러한 공간은 단체 복합체(보다 정확하게는 추상적인 단체 복합체의 기하학적 구현 )와 위상동형이다. 이러한 동형은 주어진 공간의 삼각 분할 이라고 한다. 모든 매끄러운 다양체를 포함하여 관심 있는 많은 위상 공간을 삼각 분할할 수 있다.(케언즈 및 화이트헤드) :sec.5.3.2
단체 호몰로지는 임의의 추상 단체 복합체에 대한 간단한 방식에 의해 정의된다. 단체 호몰로지는 연관된 위상 공간에만 의존한다는 것은 주목할 만한 사실이다. :sec.8.6 결과적으로 한 공간을 다른 공간과 구별하는 계산 가능한 방법을 제공한다.

## 정의

2-단체의 경계(왼쪽)와 1-사슬의 경계(오른쪽)의 경계를 취한다. 둘 다 0이며, 0 단체의 양수와 음수가 모두 한 번 발생하는 합이다. 경계의 경계는 항상 0이다. 자명하지 않은 사이클는 경계의 합이 0이라는 점에서 단체의 경계처럼 닫혀 있지만 실제로는 단체 또는 사슬의 경계가 아니다. 자명한 1사이클는 0에서, 오른쪽 중간에 있는 1사이클는 왼쪽에 있는 2-단체의 경계와의 합과 호몰로지이다.

### 향
단체 호몰로지를 정의하는 핵심 개념은 단체의 향이라는 개념이다. 정의에 따라 {\displaystyle k}-단체의 방향은 {\displaystyle (v_{0},\dots ,v_{k})}로 쓰여진 꼭지점의 순서로 지정되며, 두 순서가 짝수 순열만큼 다름과 동일한 방향을 정의함이 동치라는 규칙이 있다. 따라서 모든 단체는 정확히 두 방향을 가지며, 두 정점의 순서를 전환하면 방향이 반대 방향으로 변경된다. 예를 들어, 1-단체 방향을 선택하면 가능한 두 방향 중 하나를 선택하고 2-단체 방향을 선택하면 "시계 반대 방향"이 어떤 의미여야 하는지를 선택하는 것과 같다.

### 사슬
{\displaystyle S}를 단체 복합체라고 하자. 단체 {\displaystyle k}-사슬은 유한 형식 합
{\displaystyle \sum _{i=1}^{N}c_{i}\sigma _{i}}
이다. 여기서 각각의 {\displaystyle c_{i}}는 정수이고 {\displaystyle \sigma _{i}}는 유향 {\displaystyle k}-단체이다. 이 정의에서 각 방향 단체는 방향이 반대인 단체의 음수와 같다고 선언한다. 예를 들어,
{\displaystyle (v_{0},v_{1})=-(v_{1},v_{0}).}
{\displaystyle S}의 {\displaystyle k}-사슬 군은 {\displaystyle C_{k}}로 표시된다. 이것은 {\displaystyle S}의 {\displaystyle k}-단체 집합와 일대일 대응의 기저를 갖는 자유 아벨 군이다. 기저를 명시적으로 정의하려면 각 단체의 방향을 선택해야 한다. 이를 수행하는 한 가지 표준 방법은 모든 꼭짓점의 순서를 선택하고 각 단체에 해당 꼭짓점의 유도된 순서에 해당하는 방향을 지정하는 것이다.

### 경계 및 사이클
{\displaystyle \sigma =(v_{0}\dots ,v_{k})}를 {\displaystyle C_{k}}의 기저 원소로 볼 수 있는 유향 {\displaystyle k}-단체라고 하자. 경계 연산자
{\displaystyle \partial _{k}:C_{k}\rightarrow C_{k-1}}
는 다음과 같이 정의된 준동형사상이다.
{\displaystyle \partial _{k}(\sigma )=\sum _{i=0}^{k}(-1)^{i}(v_{0},\dots ,{\widehat {v_{i}}},\dots ,v_{k})}
여기서 향이 주어진 단체
{\displaystyle (v_{0},\dots ,{\widehat {v_{i}}},\dots ,v_{k})}
는 ith 점을 삭제하여 얻은 σ 의 ith 면이다.
{\displaystyle C_{k}}에서 부분군의 원소는
{\displaystyle Z_{k}:=\ker \partial _{k}}
사이클 라고하며 하위 군
{\displaystyle B_{k}:=\operatorname {im} \partial _{k+1}}
경계로 구성되어 있다고 한다.

### 경계의 경계

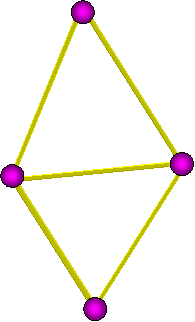
2개의 1구멍이 있는 단체 복합체

왜냐하면 {\displaystyle (-1)^{i+j-1}(v_{0},\dots ,{\widehat {v_{i}}},\dots ,{\widehat {\widehat {v_{j}}}},\dots ,v_{k})=-(-1)^{i+j}(v_{0},\dots ,{\widehat {\widehat {v_{i}}}},\dots ,{\widehat {v_{j}}},\dots ,v_{k})}, 어디 {\displaystyle {\widehat {\widehat {v_{x}}}}} 두 번째 면이 제거되고 {\displaystyle \partial ^{2}=0} . 이것은 기하학적 용어로 모든 것의 경계에는 경계가 없다는 뜻이다. 동등하게, 아벨 군
{\displaystyle (C_{k},\partial _{k})}
사슬 복합체를 형성한다. 또 다른 동등한 진술은 {\displaystyle B_{k}}가 {\displaystyle Z_{k}}에 포함된다는 것이다.
예를 들어, 정점이 {\displaystyle w,x,y,z} 방향인 사면체를 고려하자. 정의에 따라 경계는 {\displaystyle xyz-wyz+wxz-wxy}로 지정된다. 이 경계의 경계는 {\displaystyle (yz-xz+xy)-(yz-wz+wy)+(xz-wz+wx)-(xy-wy_{w}x)=0} 로 지정된다.

### 호몰로지 군
{\displaystyle S}의 {\displaystyle k}번 째 호몰로지 군 {\displaystyle H_{k}}는 몫 아벨 군
{\displaystyle H_{k}(S)=Z_{k}/B_{k}}
으로 정의된다. 호몰로지 군 {\displaystyle H_{k}(S)}은 경계가 아닌 {\displaystyle ''S''} 위에 {\displaystyle k}-사이클이 있을 때 정확히 0이 아니다. 어떤 의미에서 이것은 복합체에 {\displaystyle k}차원 구멍이 있음을 의미한다. 예를 들어 상에 표시된 한 모서리를 따라 두 개의 삼각형(내부가 없음)을 붙여서 얻은 복합체 {\displaystyle S}를 고려하자. 각 삼각형의 가장자리는 순환을 형성하도록 방향을 지정할 수 있다. 이 두 사이클는 경계가 아닌 구성에 의한 것이다(모든 2-사슬이 0이므로). 호몰로지 군 {\displaystyle H_{1}(S)}는 언급된 두 사이클에 의해 주어진 기저로 {\displaystyle \mathbb {Z} ^{2}}와 동형임을 계산할 수 있다. 이것은 {\displaystyle S}가 두 개의 "1차원 구멍"을 가지고 있다는 비공식적인 생각을 정확하게 만든다.
구멍의 차원은 다를 수 있다. {\displaystyle k}번 째 호몰로지 군의 랭크
{\displaystyle \beta _{k}=\operatorname {rank} (H_{k}(S))\,}
는 {\displaystyle S}의 {\displaystyle k}번 째 베티 수라고 한다. 이것은 {\displaystyle S}의 {\displaystyle k}차원 구멍 수를 측정한다.

## 예

### 삼각형의 호몰로지 군
{\displaystyle S}를 단체 복합체로 보는 내부가 없는 삼각형이라고 하자. 따라서 {\displaystyle S}는 우리가 {\displaystyle v_{0},v_{1},v_{2}}라고 부르는 3개의 정점과 1차원 단사슬 3개의 모서리를 가진다. {\displaystyle S}의 호몰로지 군을 계산하기 위해 사슬 군 {\displaystyle C_{k}}를 설명하는 것으로 시작한다:
- {\displaystyle C_{k}}는 기저 {\displaystyle (v_{0}),(v_{1}),(v_{2})}를 가지고 {\displaystyle \mathbb {Z} ^{3}}와 동형이다.
- {\displaystyle C_{1}}는 유향 1-단체들 {\displaystyle (v_{0},v_{1})}, {\displaystyle (v_{0},v_{2})}, {\displaystyle (v_{1},v_{2})}을 기저로 가지고 {\displaystyle \mathbb {Z} ^{3}}와 동형이다.
- {\displaystyle C_{2}}는 자명군이다. 왜냐하면 내부가 없는 삼각형이므로 여기엔 {\displaystyle (v_{0},v_{1},v_{2})} 같은 단체가 없기 때문이다. 더 높은 차원의 사슬군들도 마찬가지로 자명군이다.

경계 준동형사상 {\displaystyle \partial :C_{1}\rightarrow C_{0}}은 다음과 같이 지정된다.
{\displaystyle \partial (v_{0},v_{1})=(v_{1})-(v_{0})}
{\displaystyle \partial (v_{0},v_{2})=(v_{2})-(v_{0})}
{\displaystyle \partial (v_{1},v_{2})=(v_{2})-(v_{1})}
{\displaystyle C_{-1}=0}이므로 모든 0-사슬은 사이클이다(즉, {\displaystyle Z_{0}=C_{0}}); 또한, 0-경계의 군 {\displaystyle B_{0}}은 이 방정식의 오른쪽에 있는 세 개의 원소에 의해 생성되어 {\displaystyle C_{0}} 의 2차원 하위 군을 생성한다. 따라서 0번째 호몰로지 군 {\displaystyle H_{0}(S)=Z_{0}/B_{0}}는 {\displaystyle \mathbb {Z} }와 동형이며, (예를 들어) 0-사이클 {\displaystyle (v_{0})}의 상에 의해 주어진 기준을 갖는다. 실제로 세 꼭짓점 모두 몫 군에서 같아진다. 이것은 {\displaystyle S}가 연결 공간이라는 사실을 나타낸다.
다음으로, 1-사이클의 군은 위의 동형사상 ∂의 커널이며, {\displaystyle \mathbb {Z} }와 동형이며 (예를 들어) {\displaystyle (v_{0},v_{1})-(v_{0},v_{2})+(v_{1},v_{2})}. (사진은 이 1-사이클이 가능한 두 방향 중 하나로 삼각형 주위를 돌고 있음을 보여준다.) {\displaystyle C_{2}=0}이므로 1-경계 군은 0이므로 첫 번째 호몰로지 군 {\displaystyle H_{1}(S)}는 {\displaystyle \mathbb {Z} /0\cong \mathbb {Z} }와 동형이다. 이것은 삼각형에 하나의 1차원 구멍이 있다는 생각을 정확하게 만든다.
다음으로, 정의상 2-사이클이 없기 때문에 {\displaystyle C_{2}=0}( 자명군)이다. 따라서 두 번째 호몰로지 군 {\displaystyle H_{2}(S)}는 0이다. 0 또는 1이 아닌 모든 {\displaystyle i}에 대해 {\displaystyle H_{i}(S)}도 마찬가지이다. 따라서 삼각형의 호몰로지 연결성은 0이다({\displaystyle k} 까지 감소된 호몰로지 군이 자명한 가장 큰 {\displaystyle k}이다).

### 고차원 단체의 호모롤지 군
{\displaystyle S}를 단체 복합체로 보는 내부가 없는 사면체라고 하자. 따라서 {\displaystyle S}는 0차원 정점 4개, 1차원 모서리 6개, 2차원 면 4개를 갖다. 사면체의 호몰로지 군 구성은 여기에 자세히 설명되어 있다.{\displaystyle H_{0}(S)\cong H_{2}(S)\cong \mathbb {Z} }이며 다른 모든 군은 자명하다. 따라서 사면체의 호몰로지 연결성은 0이다.
사면체가 내부를 포함한다면 {\displaystyle H_{2}(S)}도 자명한 것이다.
일반적으로 {\displaystyle S}가 {\displaystyle d}차원 단체이면 다음이 성립한다.
- {\displaystyle S}가 내부 없이 고려된다면 {\displaystyle H_{0}(S)=\mathbb {Z} }, {\displaystyle H_{d-1}(S)=\mathbb {Z} }, 그리고 다른 모든 호몰로지들은 자명하다.
- {\displaystyle S}를 내부와 함께 고려하면 {\displaystyle H_{0}(S)=\mathbb {Z} }이고 다른 모든 호몰로지는 자명하다.

## 단체 사상
{\displaystyle S}와 {\displaystyle T}를 단체 복합체 라고 한다. {\displaystyle S}에서 {\displaystyle T}로의 단체 사상 {\displaystyle f}는 {\displaystyle S}의 정점 집합에서 {\displaystyle T}의 정점 집합으로의 함수이므로 {\displaystyle S}의 각 단체(정점 집합으로 표시됨)의 상은 {\displaystyle T}의 단체이다. 단체 사상 {\displaystyle f:S\rightarrow T}는 각 정수 {\displaystyle k}에 대한 호몰로지 군{\displaystyle H_{k}(S)\rightarrow H_{k}(T)}의 동형을 결정한다. 이것은 {\displaystyle S}의 사슬 복합체에서 {\displaystyle T}의 사슬 복합체까지의 사슬 사상와 관련된 동형이다. 명시적으로 이 사슬 사상은 다음과 같이 {\displaystyle k}-사슬에 제공된다.
{\displaystyle f((v_{0},\ldots ,v_{k}))=(f(v_{0}),\ldots ,f(v_{k}))}
{\displaystyle f(v_{0}),\ldots ,f(v_{k})}모두 유일하면 {\displaystyle f((v_{0},\ldots ,v_{k}))=0}.
이 구조는 단체 호몰로지를 단체 복합체에서 아벨 군으로 가는 함자로 만든다. 이것은 브라우어르 고정점 정리와 단체 호몰로지의 위상 불변성을 포함하여 이론의 적용에 필수적이다.

## 관련된 호몰로지들
특이 호몰로지는 계산보다는 이론에 더 잘 적용되는 관련 이론이다. 특이 호몰로지는 모든 위상 공간에 대해 정의되며 삼각 분할이 아닌 위상에만 의존한다. 삼각 분할할 수 있는 공간에 대한 단체 호몰로지에 동의한다. :thm.2.27그럼에도 불구하고 단체 복합체의 단체 호몰로지를 자동으로 효율적으로 계산할 수 있기 때문에 단체 호몰로지는 상 분석, 의료 영상 및 자료 분석 전반과 같은 실생활에 적용하는 데 중요해졌다.
또 다른 관련 이론은 세포 호몰로지이다.

## 응용
많은 컴퓨터 응용 프로그램의 표준 시나리오는 토폴로지 기능을 찾으려는 점(측정, 비트맵의 어두운 픽셀 등) 모음이다. 호몰로지는 단체 복합체와 같은 조합 데이터에서 쉽게 계산할 수 있기 때문에 이러한 기능을 검색하는 정성적 도구 역할을 할 수 있다. 그러나 데이터 점은 먼저 삼각분할 되어야 한다. 즉, 데이터를 단체하고 복잡한 근사치로 대체해야 한다. 지속적인 호몰로지 계산은 해상도가 변경될 때 지속되는 호몰로지 동치류(구멍)를 등록하는 다양한 해상도에서의 호몰로지 분석을 포함한다. 이러한 기능은 복잡한 데이터에서 분자 구조, X선의 종양 및 클러스터 구조를 감지하는 데 사용할 수 있다.
보다 일반적으로, 단체 호몰로지는 자료 채굴 분야의 기술인 위상 자료 분석에서 중심적인 역할을 한다.

## 컴퓨터 프로그램 구현
- 영구 호몰로지 계산을 위한 MATLAB 도구 상자인 Plex( Vin de Silva, Gunnar Carlsson )는 이 사이트에서 구할 수 있다.
- C++의 독립 실행형 구현은 Perseus, Dionysus 및 PHAT 소프트웨어 프로젝트의 일부로 사용할 수 있다.
- Python의 경우 scikit-tda, Persim, giotto-tda 및 GUDHI와 같은 라이브러리가 있으며 후자는 기계 학습을 위한 위상수학적 기능 생성을 목표로 한다. 이들은 PyPI 저장소에서 찾을 수 있다.

## 같이 보기
- 호몰로지
- 단체 복합체